# Dehet

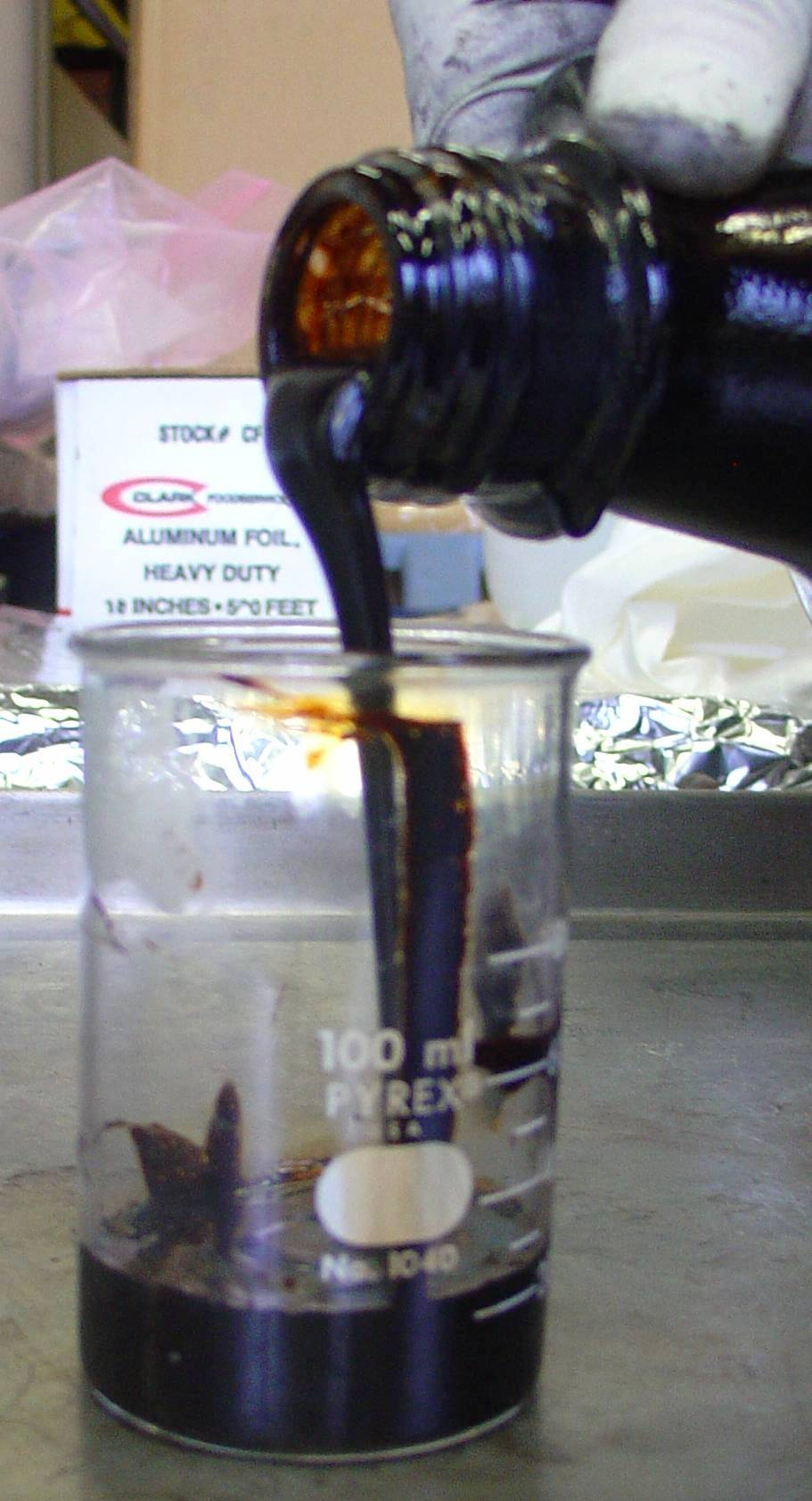
Dehtovou látku lze vyrobit zahříváním kukuřičné slámy v mikrovlnné troubě. Jedná se o proces zvaný pyrolýza.

Dehet neboli tér je směs několika set chemických látek. Jedná se o hustou olejovitou kapalinu charakteristického zápachu, tmavohnědé až černé barvy. Existuje několik druhů:
- Uhelný dehet vzniká při vysokoteplotní karbonizaci černého uhlí a je dále zpracováván v chemickém průmyslu na finální výrobky. Viz též kreosot z uhelného dehtu.
- Tabákový dehet vzniká při hoření cigaret. Obsahuje převážně látky považované za karcinogenní nebo toxické. Patří mezi ně např. polycyklické aromatické uhlovodíky, aromatické aminy a anorganické sloučeniny. Dehet se vyskytuje pouze u klasických cigaret, u elektronických cigaret a dýmek se dehet nevyskytuje. V 1 cm3 cigaretového kouře je 50 miliard pevných částic dehtu. Kvůli své velikosti jsou dehtové částice vdechovány a zanášeny až do plicních sklípků kuřáka. Dehet je rakovinotvorná látka a kuřák vdechne za rok až 750 g dehtu.
- Bukový dehet je antiseptická látka, která se používá pro prevenci a léčbu hniloby kopyt. Viz též dřevný kreosot.
- Březový dehet byl surovinou, z níž se získával olej používaný k napouštění vyčiněné kůže při výrobě juchty.